# مدرسة ماريفيل الثانوية (فينيكس، أريزونا)
مدرسة ماريفيل الثانوية (بالإنجليزية: Maryvale High School)‏ هي جزء من مدرسة فينيكس يونيون الثانوية. افتتحت المدرسة في عام 1963 وتقع في 3،415 شمال شارع 59 شمال غرب وسط مدينة فينيكس. كان أول فصل تخرج في عام 1964. بلغ عدد الطلاب المسجلين في ماريفيل 2،861 طالبًا.